# Вапоретто

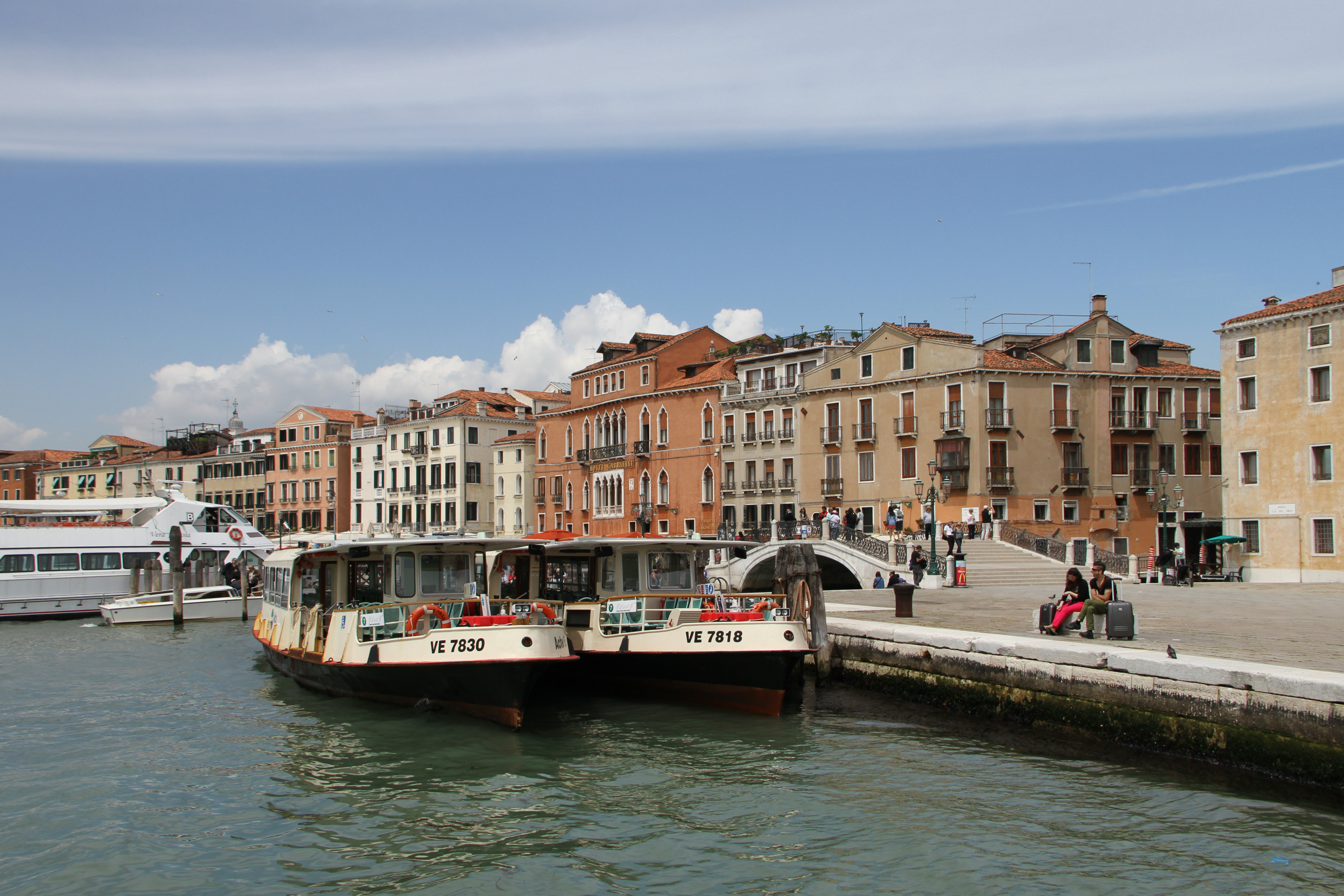
Два вапоретто біля Ріва-Ка-ді-Діо, Венеція

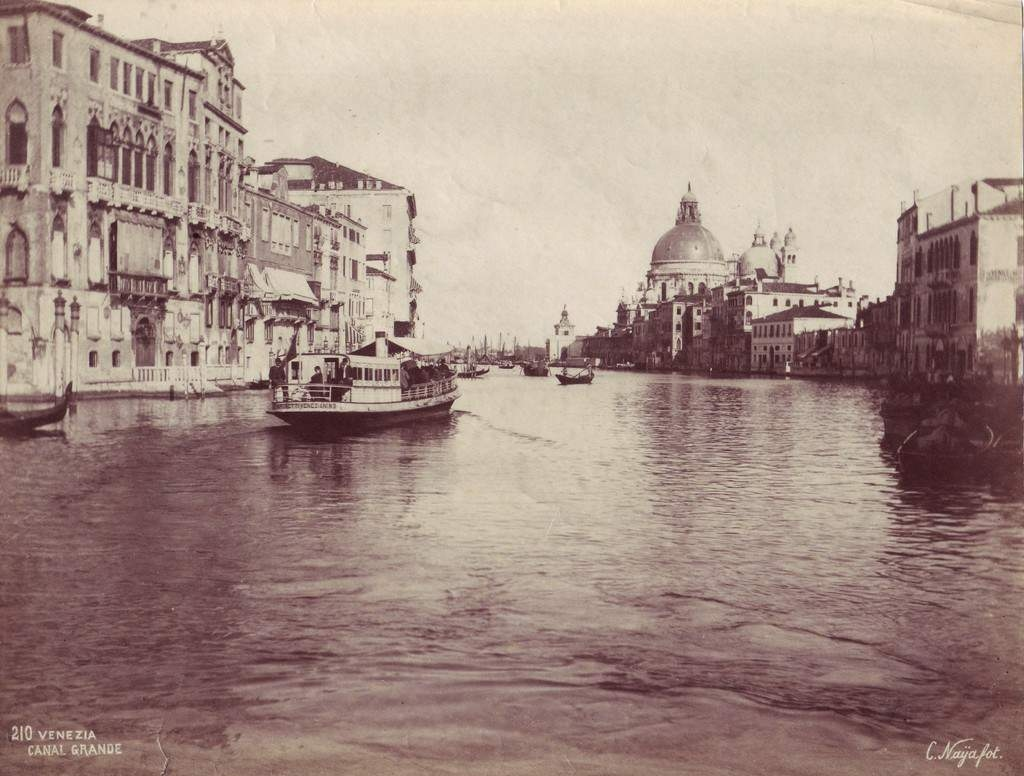
Вапоретто на Великому каналі. Фото 1880-х років

Вапоре́тто (італ. vaporetto) — маршрутний теплохід, єдиний вид громадського транспорту в острівній Венеції. Свого роду аналог річкового трамвая. Оператором вапоретто є компанія ACTV (Azienda Consorzio Trasporti Venezia).

## Назва
Назва вапоретто перекладається як пароплавчик (від італ. vapore — «пара»). Місцеві ж називають цей вид транспорту як вен. batèo (човен).

## Опис
Розташована на островах Венеція, з'єднується зі своєю материковою частиною — Местре за допомогою греблі, по якій проходить залізнична лінія і шосе. Зв'язок між Венецією і Местре здійснюється за допомогою автобусів і приміських електропоїздів, проте далі Римської Площі (Пьяццалє Рома) на околиці Венеції ні автобуси, ні приватний автотранспорт проїхати не можуть. Вся острівна зона є пішохідною. Сполучення здійснюється тільки по воді, і єдиним видом громадського транспорту є теплоходи-вапоретто.
Як вапоретто використовуються теплоходи трьох типів, що курсують по декількох маршрутах по Гранд-каналу, навколо острова Ріальто, до островів Мурано, Бурано, Лідо, кладовища на острові Сан-Мішель та іншим об'єктам.
Крім звичайних вапоретто, що зупиняються біля кожного причалу, є й експрес-маршрути, що зупиняються тільки в пунктах найбільшого пасажиропотоку. Окрім того, на вузьких каналах використовуються мотоскафи.

## Маршрути
Є декілька категорій маршрутів залежно від напрямку. У кожній категорії є як експресні, так і звичайні маршрути. Більша частина маршрутів — кільце́ві.
- Маршрути: 82 (експресний), 1, N (нічний) слідують по Гранд-каналу
- Маршрути: 41/42, 51/52, 61/62 (експресний) слідують навколо всієї острівної Венеції та по каналу Каннареджо.
- Маршрути: 13, 20, LN (Laguna Nord), DM (Diretto Murano, експресний) сполучають головні пересадні вузли з островами Лагуни та з Лідо.
- Маршрути: 3, 4, 5 (усі — експресні) зв'язують центр і острів Мурано між собою, із залізничним вокзалом і автостанцією.

Схема маршрутів, наявність або відсутність зупинок у тих або інших маршрутів і розклад достатньо складні для запам'ятовування, проте на кожному причалі є докладні покажчики по кожному маршруту.

## Вапоретто в мистецтві
У творі Джеральда Даррелла «Пікнік та інші неподобства» (THE PICNIC AND SUCHLIKE PANDEMONIUM) вапоретто згадується в гумористичному ключі:
|  | - Гаразд, - сказала мама, намагаючись розрядити атмосферу удаваної впевненості в тому, що все йде, як треба, - нам пора. Сідаємо на один з цих вепорайзерів і відправляємося в порт. Ми розрахувалися з офіціантом, дойшли до Великого каналу і занурилися на один з катерів, які мама з її блискучим знанням італійської наполегливо називала вепорайзерамі (розпилювачами); менш досвідчені італійці віддавали перевагу слову «вапоретто». |